# Martyrs de l'abbaye de Westminster

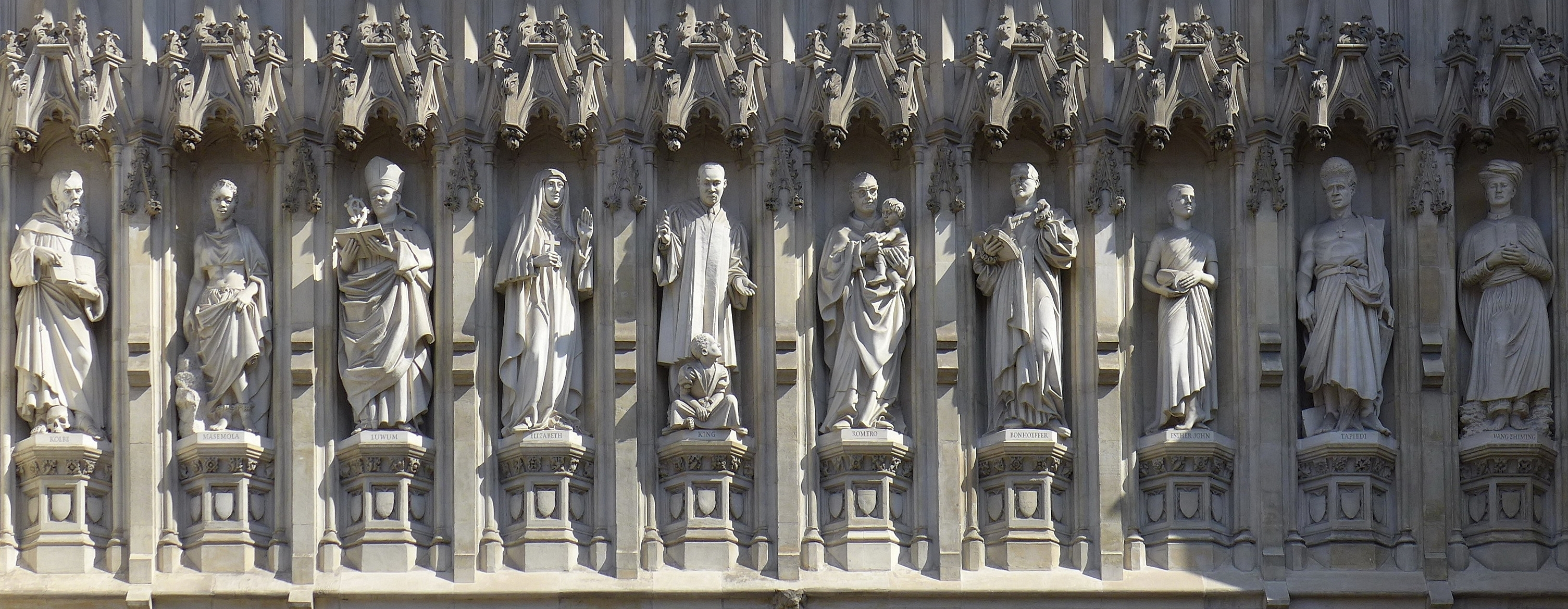
Les dix martyrs de Westminster

Les Martyrs de l'abbaye de Westminster sont une série de dix statues en surplomb du portail ouest de l'abbaye à Londres. Il s'agit de dix personnalités chrétiennes du XXe siècle considérées par l’Église d'Angleterre comme ayant été assassinées au nom de leur foi .

## Historique et description
Sculptées dans un style figuratif, ces dix statues occupent des niches restées vides depuis le Moyen Âge. Le matériau utilisé est le calcaire de Richemont (Charente). Elles sont l'œuvre de quatre sculpteurs, dont Andrew Tanser pour la statue de Maximilien Kolbe et Tim Crawley pour celle de Dietrich Bonhoeffer.
L'inauguration eut lieu en juillet 1998, après la fin de la restauration des tours ouest (1995). Étaient notamment présents la reine Élisabeth II, le cardinal Basil Hume et l'archevêque de Cantorbéry George Carey.

## Personnalités représentées
Dans une volonté d'œcuménisme, le choix s'est porté sur des personnalités des trois grandes confessions chrétiennes : catholicisme, orthodoxie et protestantisme.
De gauche à droite (sur la photo) :
- Maximilien Kolbe (mis à mort en 1941), franciscain polonais. Il est canonisé par l'Église catholique en 1982 ;
- Manche Masemola (assassinée en 1928), inscrite au calendrier des saints par l'Église anglicane d'Afrique du Sud ;
- Janani Luwum (assassiné en 1977), archevêque anglican en Ouganda. Il est inscrit au calendrier des saints par l'Église anglicane ;
- Élisabeth de Hesse-Darmstadt (assassinée en 1918), grande-duchesse de Russie, petite-fille de la reine Victoria et sœur de la marquise de Milford-Haven et de l'impératrice Alexandra Feodorovna, canonisée par l'Église orthodoxe ;
- Martin Luther King Jr. (assassiné en 1968), pasteur protestant ;
- Óscar Romero (assassiné en 1980), archevêque catholique. Il est canonisé par l'Église catholique en 2018 ;
- Dietrich Bonhoeffer (exécuté en 1945), pasteur et théologien protestant (luthérien) ;
- Esther John (tuée en 1960), jeune femme pakistanaise convertie au christianisme ;
- Lucian Tapiedi (en) (mort en 1942), enseignant anglican de Nouvelle-Guinée ;
- Wang Zhiming (exécuté en 1973), pasteur protestant d'ethnie miao.